# België op de Olympische Zomerspelen 1980
België nam deel aan de Olympische Zomerspelen 1980 in Moskou, Sovjet-Unie. Uit protest tegen de Sovjet-Russische inval in Afghanistan voerde België, net als verschillende andere Europese landen, de olympische vlag tijdens de ceremonies in plaats van de eigen vlag.
Voor het eerst sinds 1964 werd goud gewonnen, de enige Belgische medaille tijdens deze Spelen.

## Medailleoverzicht
| Sport | Olympiër            | Discipline | Medaille |
| ----- | ------------------- | ---------- | -------- |
| Judo  | Robert Van de Walle | tot 95 kg  | Goud     |

## Deelnemers en resultaten per onderdeel

### Atletiek
| Olympiër                                          | Discipline               | Resultaat | Prestatie                                                                                       |
| ------------------------------------------------- | ------------------------ | --------- | ----------------------------------------------------------------------------------------------- |
| Jacques Borlée                                    | 400m (m)                 | 30e       | serie 5: 4e in 47,77 kwartfinale 3: 8e in 47,73                                                 |
| Fons Brydenbach                                   | 400m (m)                 | 33e       | serie 3: 2e in 47,72 kwartfinale 1: 2e in 45,88 halve finale 1: 1e in 45,46 finale: 5e in 45,10 |
| Eddy De Leeuw                                     | 400m (m)                 | 19e       | serie 1: 4e in 47,59 kwartfinale 2: 6e in 46,47                                                 |
| Alex Hagelsteens                                  | 5000m (m)                | 17e       | serie 1: 5e in 13.44,9 halve finale 2: 10e in 13.46,7                                           |
| Miel Puttemans                                    | 5000m (m)                | 19e       | serie 2: 4e in 13.43,0 halve finale 1: 8e in 13.50,2                                            |
| Alex Hagelsteens                                  | 10000m (m)               | 19e       | serie 1: 6e in 29.47,6 halve finale 2: 10e in 13.46,7                                           |
| Karel Lismont                                     | marathon (m)             | 9e        | 2:13.27                                                                                         |
| Rik Schoofs                                       | marathon (m)             | 18e       | 2:17.28                                                                                         |
| Marc Smet                                         | marathon (m)             | 13e       | 2:16.00                                                                                         |
| Guy Moreau                                        | hoogspringen (m)         | 14e       | kwalificatie groep B: 4e met 2,21m finale: 14e met 2,18m                                        |
| Patrick Desruelles                                | polsstokhoogspringen (m) | DNF       | kwalificatie: geen geldige sprong                                                               |
|                                                   |                          |           |                                                                                                 |
| Lea Alaerts                                       | 200m (v)                 | 25e       | serie 4: 5e in 24,51                                                                            |
| Karin Verguts                                     | 200m (v)                 | 22e       | serie 2: 3e in 23,89 kwartfinale 1: 7e in 24,00                                                 |
| Anne-Marie Van Nuffel                             | 800m (v)                 | 16e       | serie 2: 4e in 2.00,1 halve finale 1: 8e in 2.02,0                                              |
| Lea Alaerts Regine Berg Anne Michel Rosine Wallez | 4x400m (v)               | 7e        | serie 2: 5e in 3.30,7 finale: 7e in 3.31,6                                                      |
| Chris Soetewey                                    | hoogspringen (v)         | 12e       | kwalificatie groep B: 1e met 1,88m finale: 12e met 1,85m                                        |

### Boogschieten
| Olympiër              | Discipline  | Resultaat | Prestatie                                                                       |
| --------------------- | ----------- | --------- | ------------------------------------------------------------------------------- |
| Robert Cogniaux       | individueel | 9e        | 1e ronde: 7e met 1218 punten 2e ronde: 13e met 1196 punten totaal: 2414 punten  |
| Willy van den Bossche | individueel | 17e       | 1e ronde: 11e met 1210 punten 2e ronde: 18e met 1174 punten totaal: 2384 punten |

### Gewichtheffen
| Olympiër           | Discipline  | Resultaat | Prestatie                                                 |
| ------------------ | ----------- | --------- | --------------------------------------------------------- |
| Giuseppe Chiapparo | -52kg (m)   | 12e       | trekken: 11e met 90kg stoten: 13e met 110kg totaal: 200kg |
| Serge Van Cottom   | -82,5kg (m) | DNF       | trekken: geen geldige poging                              |
| Hugo De Grauwe     | -90kg (m)   | DNF       | trekken: geen geldige poging                              |

### Judo
| Olympiër            | Discipline      | Resultaat | Prestatie |
| ------------------- | --------------- | --------- | --------- |
| Robert Van de Walle | -95kg (m)       | Goud      |           |
| Robert Van de Walle | open klasse (m) | 10e       |           |

### Kanovaren
| Olympiër                            | Discipline    | Resultaat | Prestatie                                                                        |
| ----------------------------------- | ------------- | --------- | -------------------------------------------------------------------------------- |
| Theo Claessens                      | K-1 500m (m)  | 14e       | serie 3: 6e in 1.51,61 herkansingen: 3e in 1.48,13 halve finale 2: 5e in 1.49,72 |
| Theo Claessens                      | K-1 1000m (m) | 18e       | serie 2: 5e in 3.51,56 herkansingen: 4e in 3.57,61                               |
| Jacky Alders Gaëtan Frys            | K-2 500m (m)  | 16e       | serie 3: 5e in 1.43,31 herkansingen: 4e in 1.40,43                               |
| Jos Broekx Paul Stinckens           | K-2 1000m (m) | 15e       | serie 3: 3e in 3.40,86 halve finale 1: 5e in 3.46,10                             |
|                                     |               |           |                                                                                  |
| Marleen Kuppens                     | K-1 500m (v)  | 10e       | serie 2: 5e in 2.05,61 herkansingen: 4e in 2.04,86                               |
| Marleen Kuppens Brigitte Vernaillen | K-2 500m (v)  | DNS       | serie 1: niet gestart                                                            |

### Schermen
| Olympiër         | Discipline | Resultaat | Prestatie                                 |
| ---------------- | ---------- | --------- | ----------------------------------------- |
| Stéphane Ganeff  | degen (m)  | 23e       | 1e ronde groep 1: 3e 2e ronde groep 4: 6e |
| Thierry Soumagne | degen (m)  | 39e       | 1e ronde groep 2: 5e                      |
| Stéphane Ganeff  | floret (m) | 18e       | 1e ronde groep 3: 3e 2e ronde groep 2: 5e |
| Thierry Soumagne | floret (m) | 20e       | 1e ronde groep 4: 2e 2e ronde groep 1: 6e |
|                  |            |           |                                           |
| Micheline Borghs | floret (v) | 28e       | 1e ronde groep 2: 5e                      |

### Schietsport
| Olympiër          | Discipline          | Resultaat | Prestatie                          |
| ----------------- | ------------------- | --------- | ---------------------------------- |
| Gilbert Hoef      | 50m geweer liggend  | 32e       | 591 punten: (99-100-97-99-97-99)   |
| Odette Meuter     | 50m geweer liggend  | 9e        | 597 punten: (100-100-99-100-99-99) |
| Christian Raynaud | 25m snelvuurpistool | 33e       | 576 punten: (290-286)              |

### Wielersport
| Olympiër                                                    | Discipline                    | Resultaat | Prestatie                    |
| Baan                                                        | Baan                          | Baan      | Baan                         |
| ----------------------------------------------------------- | ----------------------------- | --------- | ---------------------------- |
| Jan Blomme                                                  | tijdrit (m)                   | 13e       | 1.09,015                     |
| Joseph Smeets                                               | individuele achtervolging (m) | 10e       | kwalificatie: 10e in 4.49,48 |
| Jan Blomme Diederik Foubert Jozef Simons Joseph Smeets      | ploegenachtervolging (m)      | 10e       | kwalificatie: 10e in 4.29,75 |
| Weg                                                         |                               |           |                              |
| Luc De Smet                                                 | wegwedstrijd (m)              | 47e       | 5:09.05,9                    |
| Jan Nevens                                                  | wegwedstrijd (m)              | DNF       | niet gefinisht               |
| Ronald Van Avermaet                                         | wegwedstrijd (m)              | DNF       | niet gefinisht               |
| Jan Wijnants                                                | wegwedstrijd (m)              | DNF       | niet gefinisht               |
| Patrick du Chau Marc Sergeant Gerrit Van Gestel Leo Wellens | ploegentijdrit (m)            | 16e       | 2:10.27,5                    |

### Worstelen
| Olympiër            | Discipline  | Resultaat   | Prestatie                                                                           |
| Vrije stijl         | Vrije stijl | Vrije stijl | Vrije stijl                                                                         |
| ------------------- | ----------- | ----------- | ----------------------------------------------------------------------------------- |
| Oscar Segers        | -68kg (m)   | 12e         | 1e ronde: V van BUL Yankov 2e ronde: W van CMR Koulaigue 3e ronde: V van YUG Sejdi  |
| Grieks-Romeins      |             |             |                                                                                     |
| Julien Mewis        | -57kg (m)   | 11e         | 1e ronde: V van URS Serikov 2e ronde: V van HUN Molnár                              |
| Jacques van Lancker | -74kg (m)   | 8e          | 1e ronde: V van TCH Mácha 2e ronde: W van SYR Moughrabi 3e ronde: V van SWE Lundell |

### Zwemmen
| Olympiër                                                                    | Discipline            | Resultaat | Prestatie                                    |
| --------------------------------------------------------------------------- | --------------------- | --------- | -------------------------------------------- |
| Franky De Groote                                                            | 100m rugslag (m)      | 23e       | serie 4: 5e in 1.00,35                       |
| Franky De Groote                                                            | 200m rugslag (m)      | 14e       | serie 2: 5e in 2.06,97                       |
| Franky De Groote                                                            | 400m wisselslag (m)   | 18e       | serie 3: 6e in 4.36,97                       |
|                                                                             |                       |           |                                              |
| Carine Verbauwen                                                            | 100m vrije slag (v)   | 14e       | serie 1: 4e in 59,08                         |
| Pascale Verbauwen                                                           | 200m vrije slag (v)   | 12e       | serie 4: 4e in 2.05,34                       |
| Pascale Verbauwen                                                           | 400m vrije slag (v)   | 10e       | serie 1: 3e in 4.18,98                       |
| Pascale Verbauwen                                                           | 800m vrije slag (v)   | 6e        | serie 1: 3e in 8.45,12 finale: 6e in 8.44,84 |
| Yolande van der Straten                                                     | 100m rugslag (v)      | 15e       | serie 3: 4e in 1.05,10                       |
| Carine Verbauwen                                                            | 100m rugslag (v)      | 5e        | serie 4: 2e in 1.04,37 finale: 5e in 1.03,82 |
| Yolande van der Straten                                                     | 200m rugslag (v)      | 5e        | serie 1: 2e in 2.16,62 finale: 5e in 2.15,58 |
| Carine Verbauwen                                                            | 200m rugslag (v)      | 6e        | serie 1: 4e in 2.16,96 finale: 6e in 2.16,66 |
| Brigitte Bosmans                                                            | 100m schoolslag (v)   | 19e       | serie 1: 4e in 1.16,68                       |
| Brigitte Bosmans                                                            | 200m schoolslag (v)   | 19e       | serie 1: 4e in 2.42,87                       |
| Marion Michel                                                               | 100m vlinderslag (v)  | 22e       | serie 4: 6e in 1.07,81                       |
| Marion Michel                                                               | 200m vlinderslag (v)  | 20e       | serie 2: 7e in 2.25,10                       |
| Christel Fechner                                                            | 400m wisselslag (v)   | 10e       | serie 2: 4e in 4.56,92                       |
| Brigitte Bosmans Yolande van der Straten Carine Verbauwen Pascale Verbauwen | 4x100m wisselslag (v) | 10e       | serie 2: 6e in 4.26,33                       |

Afghanistan · Algerije · Andorra · Angola · Australië · België · Benin · Birma · Botswana · Brazilië · Bulgarije · Colombia · Congo-Brazzaville · Costa Rica · Cuba · Cyprus · Denemarken · Dominicaanse Republiek · Duitse Democratische Republiek · Ecuador · Ethiopië · Finland · Frankrijk · Griekenland · Groot-Brittannië · Guatemala · Guinee · Guyana · Hongarije · Ierland · IJsland · India · Irak · Italië · Jamaica · Joegoslavië · Jordanië · Kameroen · Koeweit · Laos · Lesotho · Libanon · Liberia · Libië · Luxemburg · Madagaskar · Mali · Malta · Mexico · Mongolië · Mozambique · Nederland · Nepal · Nicaragua · Nieuw-Zeeland · Nigeria · Noord-Korea · Oeganda · Oostenrijk · Peru · Polen · Portugal · Puerto Rico · Roemenië · San Marino · Senegal · Seychellen · Sierra Leone · Sovjet-Unie · Spanje · Sri Lanka · Syrië · Tanzania · Trinidad en Tobago · Tsjecho-Slowakije · Venezuela · Vietnam · Zambia · Zimbabwe · Zweden · Zwitserland